# Amaël Moinard
Amaël Moinard, né le 2 février 1982 à Cherbourg, est un coureur cycliste français, professionnel de 2005 à 2019. Il commencé sa carrière chez Cofidis, puis a rejoint BMC Racing de 2011 à 2017. Au sein de celle-ci, il a notamment été équipier de Cadel Evans lors de sa victoire au Tour de France 2011.

## Biographie

### Jeunesse et carrière amateur
Après avoir pratiqué le VTT depuis l'âge de dix ans, Amael Moinard se lance en cyclisme sur route à quinze ans, en s'inscrivant à l’UST Équeurdreville. Il passe quatre années dans ce club, dans les catégories cadet et junior.
Il rejoint ensuite le VC Saint-Lô (2001-2002), puis court pour le VC Rouen (2003). Durant cette période, il obtient un DUT Services et réseaux de communication, en 2002, puis une licence de mathématiques appliquées aux sciences sociales en 2003. Il commence une première année en master, mais abandonne ce cursus pour tenter de devenir coureur professionnel.
En 2004 avec l'équipe Jean Floc'h-Moréac, il remporte une étape du Tour de la Bidassoa, le Prix de la Saint-Laurent Espoirs et le Cabri Tour, et prend la deuxième place de La Gainsbarre.
En fin de saison 2004, il est stagiaire au sein de l'équipe professionnelle Cofidis.

### Carrière professionnelle

#### Chez Cofidis (2005-2010)

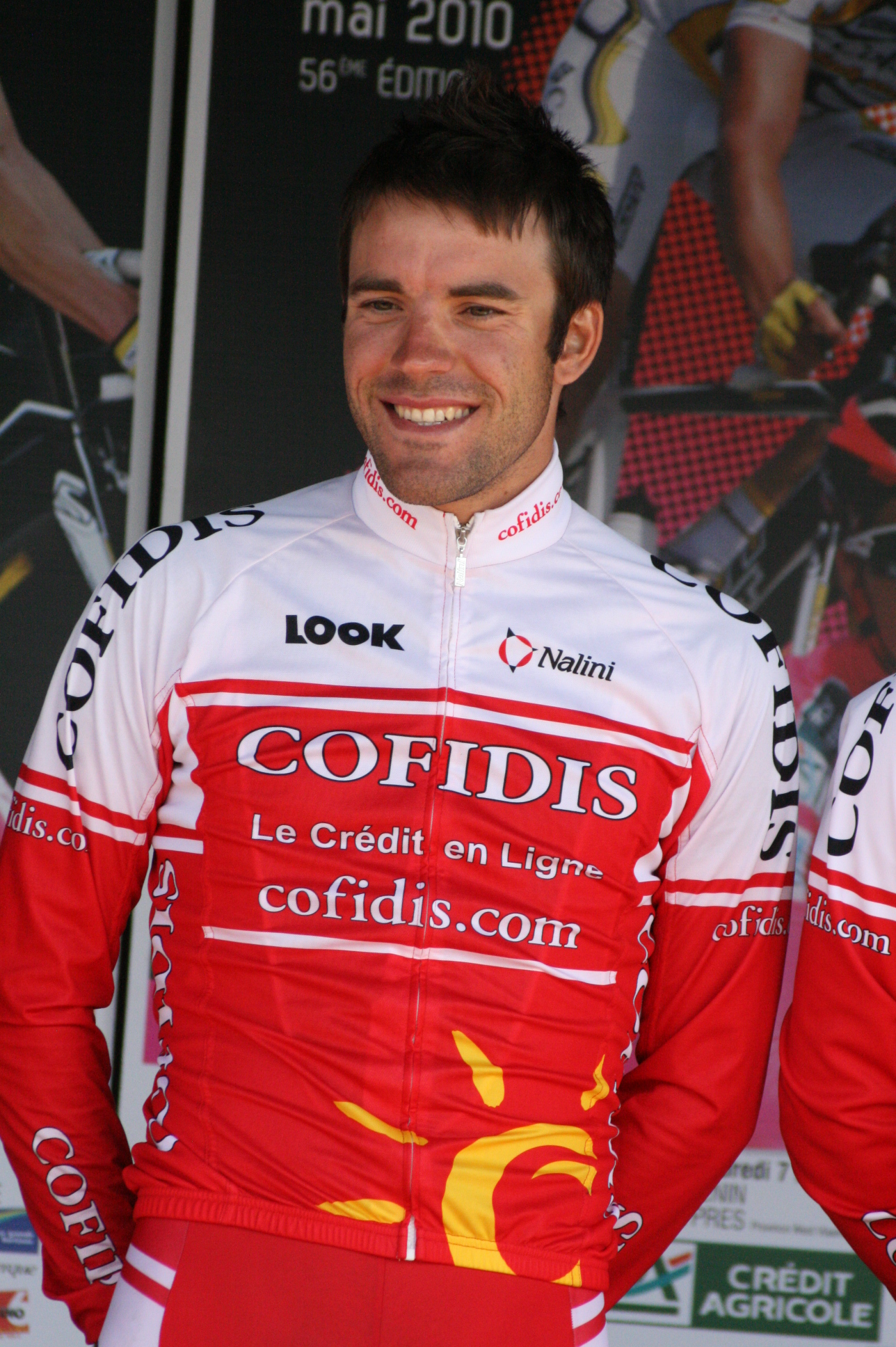
Amaël Moinard lors des Quatre Jours de Dunkerque 2010.

Amaël Moinard passe professionnel en 2005 dans l'équipe Cofidis. En 2006, il dispute le Tour d'Italie, son premier grand tour. Durant l'été, il est sixième de la Châteauroux Classic de l'Indre, huitième du Tour du Poitou-Charentes et du Tour de l'Avenir.
Il se révèle en 2007 en remportant une étape de la Route du Sud et en finissant onzième et premier Français du Tour d'Allemagne, puis quatorzième du Tour de Pologne. Grâce à ces bons résultats, il est sélectionné dans l'équipe de France pour l'épreuve en ligne des championnats du monde à Stuttgart.
En juillet 2008, il participe à son premier Tour de France. Lors de la 11e étape, il passe une partie de l'étape seul en tête. Repris par ses compagnons d'échappée, il termine 12e de l'étape, mais est désigné coureur combatif du jour. Il effectue une bonne dernière semaine, se classant notamment 19e à l'Alpe d'Huez et 17e du contre-la-montre de Saint-Amand-Montrond, pour terminer l'épreuve à la 14e place du classement final.
En 2009, il est 65e du Tour de France. Échappé lors de la seizième étape, dans les Alpes, il prend la cinquième place. Il dispute ensuite son premier Tour d'Espagne, où il est classé dix-huitième.
Il termine meilleur grimpeur du Paris-Nice 2010 et remporte la dernière étape à Nice.

#### Chez BMC Racing (2011-2017)
Le 9 juillet 2010, lors du Tour de France, Moinard annonce qu'il rejoint l'équipe BMC Racing en 2011. Il a dans cette équipe un rôle d'équipier dans les grands tours, principalement au service de Cadel Evans, et vise dans ce rôle la victoire au Tour de France. Il termine à la 65e place du classement général du Tour de France remporté par son leader Evans.
En 2013, Moinard participe à la course en ligne des championnats du monde de Florence, la troisième pour lui après 2007 et 2008. Il termine 56e.
En 2014, il s'impose lors de la 2e étape du Tour du Haut-Var et termine troisième du classement général de l'épreuve. Il dispute le Tour de France en tant qu'équipier de Tejay van Garderen, cinquième du classement général. En août, Amaël Moinard prend la neuvième place de l'Arctic Race of Norway.
Durant la saison 2015 il participe pour la troisième fois au Tour d'Italie. Appelé deux jours avant le départ pour remplacer Klaas Lodewijk. Il participe à plusieurs échappées, dont une permet la victoire de son coéquipier Philippe Gilbert, et se classe trois fois parmi les dix premiers d'étapes. Il termine quinzième du classement général. Il ne participe pas au Tour de France mais prend le départ de la Vuelta où il est vainqueur de la première étape, un contre-la-montre par équipes. Échappé lors de deux des trois dernières étapes, il en prend les cinquième et sixième place, et termine 59e au classement général.

#### Fin de carrière chez Fortunéo/Arkéa (2018 et 2019)
En août 2017, il annonce sa signature avec l'équipe continentale professionnelle française Fortuneo-Oscaro pour la saison suivante. Il sera accompagné par Warren Barguil.
Pour sa première saison sous ses nouvelles couleurs, il termine 48e du Tour de France après avoir travaillé pour son leader Warren Barguil.
En 2019, il participe pour la onzième fois au Tour de France et termine quatre-vingt-douzième de ce qui constitue sa dernière Grande Boucle car il annonce le 27 juillet 2019 sur son compte Twitter qu'il compte mettre un terme à sa carrière de cycliste professionnel à la fin de la saison.

### Reconversion professionnelle
Lors de la rentrée 2019, il s'inscrit à la formation de manager général de club sportif dispensée par le Centre de droit et d'économie du sport de Limoges.
Il enchaine ensuite différentes occupations autour du cyclisme professionnel en tant que consultant pour la Chaîne L’Équipe, en tant que pilote relations publiques pour Amaury Sport Organisation et occupe la fonction de directeur de course sur le Tour des Alpes-Maritimes et du Var (2022,2023,2024).
En 2022 il co-fonde l’équipe continentale China Glory pour le compte de la Chinese Cyclist Association sur le territoire européen avec Maarten Tjallingii ancien coureur cycliste néerlandais.
Depuis 2023, il est manager du Team BMC dans la discipline du Cross-country Olympique, équipe qui compte dans ses rangs le champion de France Titouan Carod et l’ancien champion du monde Jordan Sarrou.

## Vie publique
Amaël Moinard vit sur la Côte d'Azur dans le village de l'arrière-pays niçois Saint-Jeannet.

## Palmarès

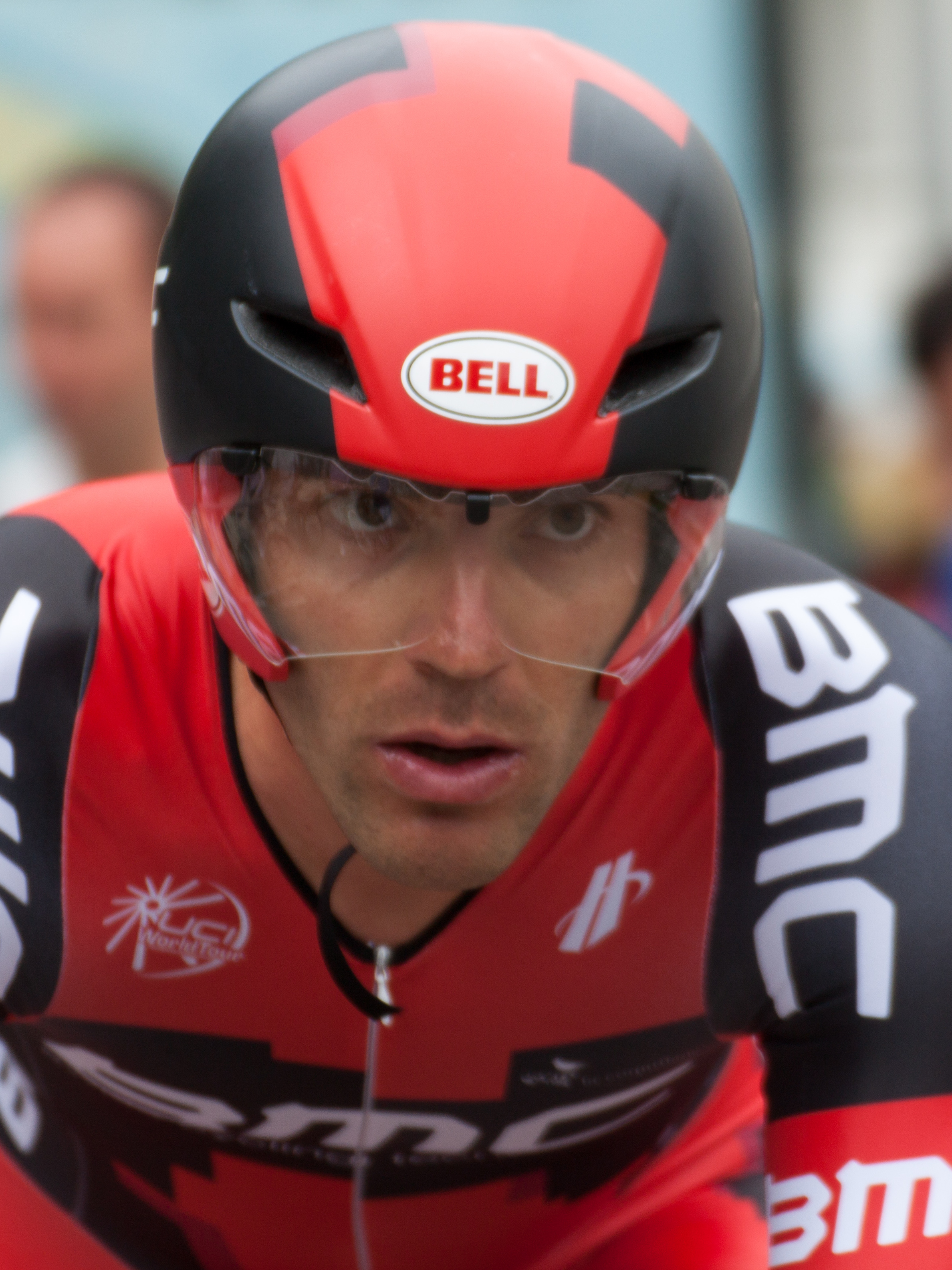
Amael Moinard au Criterium du Dauphiné 2012.

### Palmarès amateur
- 2002
  - Ronde des Mousquetaires
  - 3e de La Gislard
  - 3e du Grand Prix de Saint-Georges-sur-Loire
- 2003
  - 3e du championnat de Normandie
- 2004
  - 4e étape du Tour de la Bidassoa
  - Classement général du Cabri Tour
  - Prix de la Saint-Laurent Espoirs
  - 2e de La Gainsbarre
  - 3e de la Ronde mayennaise

### Palmarès professionnel
- 2007
  - 3e étape de la Route du Sud
- 2010
  - 7e étape de Paris-Nice
- 2014
  - 2e étape du Tour du Haut-Var
  - 3e du Tour du Haut-Var
- 2015
  - 1re étape du Tour d'Espagne (contre-la-montre par équipes)

### Résultats dans les grands tours

#### Tour de France
11 participations
- 2008 : 14e
- 2009 : 65e
- 2010 : 70e
- 2011 : 65e
- 2012 : 45e
- 2013 : 56e
- 2014 : 45e
- 2016 : 45e
- 2017 : 32e
- 2018 : 48e
- 2019 : 92e

#### Tour d'Italie
3 participations
- 2006 : 112e
- 2007 : 46e
- 2015 : 15e

#### Tour d'Espagne
3 participations
- 2009 : 18e
- 2012 : 99e
- 2015 : 59e, vainqueur de la 1re étape (contre-la-montre par équipes)

### Classements mondiaux
| Année           | 2010   | 2011 | 2012 | 2013 | 2014 | 2015 |
| --------------- | ------ | ---- | ---- | ---- | ---- | ---- |
| UCI World Tour  |        | nc   | nc   | nc   | nc   | 124e |
| UCI Europe Tour | 1 119e |      |      |      |      |      |